# Юльденстольпе, Вильхельмина
Вильхельмина Юльденстольпе (швед. Vilhelmina Gyldenstolpe, урождённая де Гер (швед. De Geer); 16 декабря 1779, Стокгольм — 31 декабря 1858), — шведская придворная дама. С 1829 по 1858 год она служила обер-гофмейстериной (швед. överhovmästarinna) при королеве и впоследствии вдовствующей королеве Швеции Дезире Клари.

## Биография
Вильхельмина де Гер была дочерью придворного барона Карла де Гера (1747—1805) и Элеоноры Вильхельмины фон Хёпкен. Таким образом, она приходилась сестрой Карлу де Геру (1781—1861) и свояченицей Хансу Хенрику фон Эссену. В 1798 году Вильхельмина де Гер вышла замуж за придворного графа Карла Эдварда Юльденстольпе (1770—1852), от которого родила восьмерых детей. Её супруг ранее был помолвлен с Лолоттой Форссберг, предполагаемой дочерью первой жены её отца Уллы фон Ливен и Адольфа Фридриха, короля Швеции.
В 1823 году она была назначена статс-дамой (швед. statsfru) в формирующемся дворе королевы, а в 1829 году была повышена до должности обер-гофмейстерины (швед. överhovmästarinna) или старшей фрейлины.
Король Швеции Карл XIV Юхан отменил ряд придворных обычаев, например, публичные обеды и целование юбки королевы во время придворных представлений, до прибытия королевы в 1823 году, чтобы сделать придворную жизнь менее формальной, но, хотя многие должности его собственного двора оставались вакантными, он все жё полностью укомплектовал двор королеве. Более того, в то время как сам король часто ослаблял нормы этикета при своих собственных появлениях на публике, Юльденстольпе, по-видимому, поддерживала строгие консервативные нормы этикета при дворе королевы. Так однажды во время поездки королевской четы Вильхельмина Юльденстольпе заявила, что, хотя король планирует приветствовать также людей, обычно не принимаемых при дворе из-за их ранга, подобное поведение безусловно немыслимо для королевы.
Королева Дезире сравнивала её с Элисабет Шарлоттой Пипер, старшей фрейлиной Жозефиной Лейхтенбергской, в письме к своей сестре Жюли Клари в марте 1831 года, делая это не в пользу Вильхельмине Юльденстольпе:
«Я уверена, что вы нашли графиню Пипер очень приятной и занимательной; она исключительная личность [un phénix]. Жозефине повезло, что она стала её фрейлиной, а моя собственная — просто ледышка!»